# Elizabeth Olowu
La princesse Elizabeth Olowu est une sculptrice nigériane née en 1939 et la fille de l'Oba Akenzua II, qui était un oba du royaume du Bénin. Elizabeth Olowu travaille notamment le bronze, un matériau traditionnel pour son peuple. Elle est connue comme la première femme fondeuse de bronze au Nigeria. Ses sculptures sont influencées par la production traditionnelle du royaume du Bénin, mais se placent aussi dans une perspective moderne et féministe.

## Biographie
La princesse Elizabeth Olowu est née en 1939 à Benin City, dans l'État d'Edo, au sud du Nigeria. Son père était le souverain de l’ancien royaume du Bénin (intégré au Nigeria)  connu sous le nom de roi (Oba) Akenzua II et qui a régné de 1933 à 1978. Enfant, Olowu travaillait aux côtés de sa mère, apprenant à sculpter des objets liés à la vie du palais et aux besoins rituels. Son père l'encourage à poursuivre ses études tout en s'intéressant à la sculpture en bronze, malgré des superstitions qui découragent les femmes d'entrer dans les fonderies de bronze. Elle effectue des études et fréquente le Holy Child College. Elle poursuit ses études à la Federal Emergency Science School, où elle se spécialise en botanique, chimie et zoologie, qu'elle enseigne ensuite au lycée anglican pour filles. À l'âge de 18 ans, elle épouse son camarade de lycée, Babatunde Olowu, et a son premier enfant en 1964. En 1966, elle poursuit ses études en s'inscrivant à l'université du Nigeria, mais sa formation est interrompue par la guerre du Biafra : elle quitte l'école après avoir terminé sa première année.
Elle continue à enseigner chez elle et organise régulièrement des expositions d'art pour ses étudiantes, ce qui finit par attirer l'attention du directeur du département des arts créatifs de l'université de Benin, qui l'invite à rejoindre le programme des beaux-arts. En 1979, elle obtient une licence en beaux-arts et, en 1981, elle commence à travailler sur ses études de troisième cycle, qui comprennent une thèse intitulée « Une enquête sur la technique de moulage de la cire perdue du Bénin ». En 1985, elle reçoit le prix de l'État de Bendel pour l'art et la culture. Elle continue ensuite à travailler à l'université de Benin, où elle s'occupe de sa propre fonderie de bronze.
En tant que femme artiste, Elizabeth Olowu souhaite avant tout « libérer les femmes des chaînes des hommes, des privations et des tabous ». Elle a réalisé des œuvres en bronze, mais aussi en métal et ciment. L'art du bronze est un art traditionnel, il a fait  en partie la réputation et la fortune de l'ancien royaume du Bénin. Mais c’est une pratique longtemps réservée aux hommes. Elizabeth Olowu devient de fait la première femme fondeur de bronze au Nigeria.
Elle est également la mère de l’artiste et historienne de l’art Peju Layiwola, très impliquée sur la restitution au Nigeria des objets d’arts spoliés par les anciennes puissances colonisatrices,,.